# Francisco de Assis Pereira do Lago
Francisco de Assis Pereira do Lago (Arcas, 8 de janeiro de 1844 — 4 de fevereiro de 1914) foi um nobre e político português. Foi deputado por Macedo de Cavaleiros em 1870. Em 1879, recebeu o título vitalício de Visconde das Arcas. Foi governador civil de Bragança por dois períodos, entre 1886 e 1897.